# Crosswind (серия комиксов)
Crosswind — серия комиксов, которую в 2017—2018 годах издавала компания Image Comics.

## Синопсис
Главными героями серии являются Кейсон Беннетт из Чикаго и Джунипер Блю из Сиэтла. Первый — наёмный убийца, а вторая — обычная домохозяйка. Однажды они таинственным образом меняются телами.

## Отзывы
На сайте-агрегаторе рецензий Comic Book Roundup серия имеет оценку 8,7 из 10 на основе 74 отзывов. Карен О’Брайен из Comic Book Resources писала, что «герои Симоны мгновенно симпатизируют читателю, поскольку они сталкиваются с безжалостными проблемами, мешающими им жить». Кей Хонда из ComicsVerse оценила первый выпуск в 96 % и осталась довольна реализацией идеи со сменой тела, которая уже не раз встречалась в разных произведениях. Кен Петти из AIPT дал дебюту 4 балла из 10 и назвал персонажей стереотипными. Джошуа Дэвисон из Bleeding Cool, рецензируя пятый выпуск, подчеркнул, что «герои [в нём] милые, рисовка безупречная, а сюжет интригующий».